# 27 a.C.
27 a.C. foi um ano comum do século I a.C. que durou 365 dias. De acordo com o Calendário Juliano, o ano teve início e terminou a um domingo. a sua letra dominical foi A.
| Ano completo                    |
| ------------------------------- |
| Ano comum com início ao domingo |

## Eventos
- Caio César Otávio (sic), pela sétima vez, e Marco Vipsânio Agripa, pela terceira, cônsules romanos.[1]

- Augusto é nomeado imperador pelo senado romano (16 de janeiro)